# Melica onoei
Melica onoei är en gräsart som beskrevs av Adrien René Franchet och Paul Amédée Ludovic Savatier. Melica onoei ingår i släktet slokar, och familjen gräs. Inga underarter finns listade i Catalogue of Life.